# Fernando Muñoz Rodríguez
Fernando Muñoz Rodríguez (Sabadell, Barcelona, España, 24 de abril de 1954) es un exfutbolista español que se desempeñaba como defensa.

## Clubes
| Club                         | País   | Año       |
| ---------------------------- | ------ | --------- |
| C. E. Sabadell F. C.         | España | 1977-1980 |
| R. C. Deportivo de La Coruña | España | 1980-1984 |
| Real Oviedo                  | España | 1984-1986 |